# Discografia di Diana Krall
La discografia di Diana Krall comprende undici album in studio, un album live, due raccolte, tre DVD e sette video musicali.

## Album in studio
| Anno | Album                                                                              | Miglior posizione in classifica | Miglior posizione in classifica | Miglior posizione in classifica | Premi                                                                                       |
| Anno | Album                                                                              | CAN                             | U.S.                            | U.S. Jazz                       | Premi                                                                                       |
| ---- | ---------------------------------------------------------------------------------- | ------------------------------- | ------------------------------- | ------------------------------- | ------------------------------------------------------------------------------------------- |
| 1993 | Stepping Out - Pubblicato: 1993 - Etichetta: Justin Time Records                   | —                               | —                               | 12                              | - CAN: Gold                                                                                 |
| 1994 | Only Trust Your Heart - Pubblicato: 14 febbraio 1995 - Etichetta: GRP              | —                               | —                               | 8                               |                                                                                             |
| 1996 | All for You - Pubblicato: 3 ottobre 1995 - Etichetta: Impulse!                     | —                               | —                               | 3                               | - CAN: Gold - US: Gold                                                                      |
| 1997 | Love Scenes - Pubblicato: 26 agosto 1997 - Etichetta: Impulse!                     | 47                              | 109                             | 1                               | - CAN: 2x Platinum - US: Platinum                                                           |
| 1998 | When I Look in Your Eyes - Pubblicato: 8 giugno 1999 - Etichetta: Impulse!         | 12                              | 56                              | 1                               | - CAN: 3x Platinum - US: Platinum                                                           |
| 2001 | The Look of Love - Pubblicato: 18 settembre 2001 - Etichetta: Impulse!             | 1                               | 9                               | 1                               | - CAN: 7x Platinum - US: Platinum - BRA: Oro                                                |
| 2004 | The Girl in the Other Room - Pubblicato: 27 aprile 2004 - Etichetta: Verve Records | 1                               | 4                               | 1                               | - CAN: 2x Platinum - US: Gold                                                               |
| 2006 | From This Moment On - Pubblicato: 19 settembre 2006 - Etichetta: Verve Records     | 1                               | 7                               | 1                               | - CAN: 2x Platinum                                                                          |
| 2009 | Quiet Nights - Pubblicato: 31 marzo 2009 - Etichetta: Verve Records                | 2                               | 3                               | 1                               | - Australia: Gold - Syndicat national de l'édition phonographique: Gold - Polonia: Platinum |
| 2012 | Glad Rag Doll - Pubblicato: 25 settembre 2012 - Etichetta: Verve Records           | 2                               | 6                               | 1                               | - SNEP: Gold - Canada: Gold - Polonia: Gold                                                 |
| 2015 | Wallflower (album) - Pubblicato: 30 gennaio 2015 - Etichetta: Universal            | 2                               | 10                              | 1                               | - Polonia: Platinum - Canada: Gold                                                          |
| 2017 | Turn Up the Quiet - Pubblicato: 5 maggio 2017 - Etichetta: Universal               | 8                               | 18                              | 1                               |                                                                                             |

## Album dal vivo
| Anno | Album                                                                  | Miglior posizione in classifica | Miglior posizione in classifica | Miglior posizione in classifica | Premi                                     |
| Anno | Album                                                                  | CAN                             | U.S.                            | U.S. Jazz                       | Premi                                     |
| ---- | ---------------------------------------------------------------------- | ------------------------------- | ------------------------------- | ------------------------------- | ----------------------------------------- |
| 2002 | Live in Paris - Pubblicato: 1º ottobre 2002 - Etichetta: Verve Records | 3                               | 18                              | 2                               | - CAN: 2x Platinum - US: Gold - BRA: Gold |

## Raccolte
| Anno | Album                                                                                   | Miglior posizione in classifica | Miglior posizione in classifica | Miglior posizione in classifica | Premi       |
| Anno | Album                                                                                   | CAN                             | U.S.                            | U.S. Jazz                       | Premi       |
| ---- | --------------------------------------------------------------------------------------- | ------------------------------- | ------------------------------- | ------------------------------- | ----------- |
| 2005 | Christmas Songs - Pubblicato: 1º novembre 2005 - Etichetta: Verve Records               | 2                               | 17                              | 1                               | - US: Gold  |
| 2007 | The Very Best of Diana Krall - Pubblicato: 18 settembre 2007 - Etichetta: Verve Records | 6                               | 19                              | 1                               | - BRA: Gold |

## Album video
| Anno | Album                                                                                        | Premi             |
| ---- | -------------------------------------------------------------------------------------------- | ----------------- |
| 2002 | Live in Paris - Pubblicato: 2 aprile 2002 - Etichetta: Verve Records                         | - US: 2x Platinum |
| 2004 | Live at the Montreal Jazz Festival - Pubblicato: 23 novembre 2004 - Etichetta: Verve Records |                   |
| 2009 | Live in Rio - Pubblicato: 26 maggio 2009 - Etichetta: Verve Records                          | - US: Gold        |

## EP
| Anno | Album                                                                           | Miglior posizione in classifica | Miglior posizione in classifica | Miglior posizione in classifica |
| Anno | Album                                                                           | CAN                             | U.S.                            | U.S. Jazz                       |
| ---- | ------------------------------------------------------------------------------- | ------------------------------- | ------------------------------- | ------------------------------- |
| 1998 | Have Yourself A Merry Little Christmas - Pubblicato: 1998 - Etichetta: Impulse! | —                               | —                               | —                               |

## Video
| Anno | Titolo                           | Regista     |
| ---- | -------------------------------- | ----------- |
| 1999 | "Let's Face the Music and Dance" | Sconosciuto |
| 2001 | "The Loook of Love"              | Sconosciuto |
| 2002 | "Just the Way You Are"           | Sconosciuto |
| 2004 | "Narrow Dayligth"                | Sconosciuto |
| 2004 | "Almost Blue"                    | Sconosciuto |
| 2005 | "Jingle Bells"                   | Sconosciuto |
| 2009 | "Quiet Nights"                   | Sconosciuto |